# Кристю Семерджиєв
Кристю Семерджиєв (21 травня 1954) — болгарський важкоатлет.
Срібний призер Олімпійських Ігор 1976 року в важкій вазі.